# Elyktro
Elyktro, även kallad Elektryone, var en prinsessa av ön Rhodos i grekisk mytologi. Hon var dotter till solguden Helios och nymfen Rhode.
Elyktro dog som ung jungfru och dyrkades allt sedan dess på sin mors ö Rhodos.